# Rayton Okwiri
Rayton Nduku Okwiri (* 26. März 1986 in Mombasa) ist ein kenianischer Boxer im Weltergewicht.

## Boxkarriere
Okwiri erreichte das Viertelfinale der Afrikaspiele 2007 in Algier und nahm 2008 an der afrikanischen Olympiaqualifikation in Namibia und Algerien teil, kam aber ebenfalls nicht über die Viertelfinalrunden hinaus.
2009 nahm er an den Weltmeisterschaften in Mailand teil, unterlag jedoch in der Vorrunde gegen den Tschechen Zdeněk Chládek. 2010 startete er bei den Commonwealth Meisterschaften und den Commonwealth Games in Indien, verlor jedoch jeweils seinen ersten Kampf gegen Aston Brown bzw. Fred Evans.
2011 gewann er eine Bronzemedaille bei den Afrikaspielen in Maputo und nahm an den Weltmeisterschaften 2013 in Almaty teil. Dort schlug er in der Vorrunde den Australier Daniel Lewis 3:0 und erzielte damit den ersten kenianischen Sieg bei einer Box-WM seit 25 Jahren. In der zweiten Vorrunde besiegte er den Kirgisen Erkin Bolotbek uulu 3:0, wodurch er ins Achtelfinale einzog. Dort unterlag er erneut gegen Fred Evans (0:3).
Im Mai 2014 gewann er den Lion’s Cup in Colombo und besiegte dabei die Starter aus Australien, Sri Lanka, Philippinen und Belgien. Im Juli 2014 schied er bei den Commonwealth Games in Glasgow im Achtelfinalkampf gegen den Südafrikaner Thulani Mbenge aus.
Okwiri ist zudem Starter bei der APB-Serie des Amateurboxverbandes AIBA, bei der erstmals Profiboxer um die Qualifikation für Olympische Spiele kämpfen können. Er erreichte in der ersten Serie (Oktober 2014 bis Januar 2015) mit Siegen gegen Marcos Nader und Andrei Samkowoi, sowie zwei Niederlagen gegen Onur Şipal, den zweiten Platz. Im Juni 2015 unterlag er gegen Gyula Káté, besiegte jedoch im Juli Eimantas Stanionis.
Im März 2016 qualifizierte er sich bei den afrikanischen Ausscheidungskämpfen in Yaoundé für die Olympischen Sommerspiele 2016. Dort besiegte er in der Vorrunde den Russen Andrei Samkowoi, verlor jedoch im Achtelfinale gegen den amtierenden Weltmeister Mohammed Rabii.
Am 4. Februar 2017 bestritt er sein Profidebüt und gewann in Nairobi durch K. o. in der dritten Runde gegen Salehe Mkalekwa.